# Barjols
Barjols (Barjòu trong tiếng provençal) là một xã, thuộc tỉnh Var trong vùng Provence-Alpes-Côte d'Azur, Pháp. Xã này có diện tích 30,06 km², dân số năm 2006 là 3041 người. Xã này nằm ở khu vực có độ cao trung bình 259 mét trên mực nước biển.

## Biến động dân số
| Năm | 1962 | 1968 | 1975 | 1982 | 1990 | 1999 | 2007 |
| --- | ---- | ---- | ---- | ---- | ---- | ---- | ---- |
| Dân số | 2072 | 2150 | 2092 | 2016 | 2166 | 2414 | 3041 |
| From the year 1962 on: No double counting—residents of multiple communes (e.g. students and military personnel) are counted only once. |      |      |      |      |      |      |      |